# Las puertitas del Sr. López (película)
Las puertitas del Sr. López es una película argentina cómica de 1988 dirigida por Alberto Fischerman y escrita por Fischerman en colaboración con Máximo Soto y Carlos Trillo, basada en la historieta homónima de Horacio Altuna y Trillo. Es protagonizada por Lorenzo Quinteros, Mirta Busnelli, Katja Alemann y Darío Grandinetti. Se estrenó el 9 de junio de 1988.

## Sinopsis
Un contador amable, tímido y apocado, quien es constantemente dominado por su mujer y rivalizado por compañeros de trabajo, se evade de la realidad atravesando puertas auténticas que lo llevan a mundos imaginarios, en los cuales reanaliza su vida de forma humorística o se comporta como el hombre que desea ser.

## Reparto
- Lorenzo Quinteros ... Sr. López
- Mirta Busnelli ... Esposa de López
- Katja Alemann ... Leticia
- Darío Grandinetti ... Julio
- Hugo Arana ... Juan
- Gianni Lunadei ... Jefe de López
- Alejandro Dolina ... Dios
- Victor Bo ... Rival de López
- Vicky Chocrón
- Eduardo Filippini
- Néstor Tirri
- Edward Nutkiewicz
- Mario Alarcón
- Ezequiel Rodríguez
- Vanesa Itre

## Comentarios
Daniel López en Página 12 escribió:

«Fischerman...logró algo más que la versión de una historieta. Logró, por vías indirectas, una alucinante aproximación al estado de ánimo actual del argentino medio. Y hasta se permitió un final feliz con tortas de crema estrelladas en la cara y todo.»

Víctor Hugo Ghitta en La Nación opinó:

«Con el señor López triunfa la sonrisa y la mejor ilusión.»

Aníbal Vinelli en Clarín dijo:

«Carente de desbordes o groserías....es un gran avance en el terreno de la fantasía.»

Manrupe y Portela escriben:

«Irregular pero válida incursión en el comic. Con algunos buenos pasajes y un final benévolo que la historieta no posee.»